# Ilha Graham (Nunavut)
Nota: se procura a ilha homónima nas Ilhas da Rainha Carlota, Colúmbia Britânica, veja Ilha Graham
A Ilha de Graham (em inglês:  Graham Island) é uma ilha do Canadá que pertence ao território de Nunavut. Tem 1378 km² de área e faz parte do Arquipélago Ártico Canadiano.